# Казоморфин

Коровий β-казоморфин 7, казоморфин, имеющий семь аминокислот в своей пептидной последовательности.

Казоморфины — пептиды, то есть короткие цепочки аминокислот, образующиеся во время пищеварения из белка, содержащегося в молоке, казеина. Характерным отличием казоморфинов является их опиоидный эффект.
Наиболее важными казоморфинами из коровьего молока являются те, которые получаются в результате переваривания β-казеина. При этом образуются β-казоморфины, они иногда обозначаются цифрой, указывающей на количество аминокислот в последовательности. В молоке крупного рогатого скота количество β-казеина, и, соответственно, β-казоморфинов, колеблется в пределах видов и пород. Как правило, количество β-казеина составляет 1/3 от общего количества казеина в молоке, то есть около 1 грамма на литр молока. Однако есть по крайней мере 13 различных вариантов протеина β-казеина в популяции крупного рогатого скота, молоко каждой коровы обычно содержит один или два из этих 13 вариантов. β-казоморфины могут быть найдены в сырах, сделанных из коровьего молока, их концентрации выше в плесневых сырах (например, Бри), чем в полутвёрдых сырах (Гауда).
Каждый вариант относится к одной из двух категорий, известных как A1 и A2. У крупного рогатого скота β-казеины А1-типа имеют аминокислоту гистидин в позиции 67, в то время как β-казеины А2-типа имеют в позиции 67 аминокислоту пролин. Лабораторные эксперименты показывают, что казоморфин, известный как BCM7, высвобождается только из β-казеина А1-типа. Потенциальное высвобождение BCM7 — около 0.4 грамма на литр молока (если, как указано выше, количество β-казеина — 12 г/литр).
В пищеварительном тракте человека казоморфины могут расщепляться, превращаясь в неактивные дипептиды, с помощью фермента дипептидилпептидазы-4. Этот фермент находится в желудочно-кишечном тракте и в некоторых эндокринных клетках.
Научное понимание биохимии и фармакологии казоморфинов не является полным. Последний научный обзор опубликован Каминским и соавторами (2007).

## Здоровье
Было доказано, что казеин разрушается в желудке, при этом образуется пептид казоморфин, опиоид, который ведёт себя как релизер гистамина.
Диеты, исключающие пищу, содержащую казеин, продвигаются на конференциях для родителей, чьи дети имеют расстройства аутистического спектра, в некоторых книгах, веб-сайтах, дискуссионных группах, содержащих отзывы, описывающие преимущества этих диет при связанных с аутизмом симптомах, в частности, навыках социального участия и речевых навыках. Исследования, поддерживающие эти заявления, имели существенные недостатки, поэтому этих данных недостаточно для того, чтобы стать рекомендациями по лечению. Эти идеи были протестированы с использованием чувствительных и специфических анализов, базирующихся на комбинации высокоэффективной жидкостной хроматографии и масс-спектрометрии, но эти пептиды не могут быть обнаружены в моче детей-аутистов. Предыдущие доклады об этих пептидах использовали менее конкретные анализы и были подвергнуты резкой критике за использование ненадёжных методов, склонных к появлению ложноположительных результатов. Тем не менее, сторонники продолжают утверждать, что эти пептиды сопричастны к целому ряду заболеваний, включая диабет, сердечные заболевания и симптомам аутизма и шизофрении.

## Некоторые известные казоморфины

### β-Казоморфин 1-3
- Структура: H-Tyr-Pro-Phe-OH
- Химическая формула: C23H27N3O5
- Молекулярный вес: 425.48 г/моль

### Коровий β-казоморфин 1-4
- Структура: H-Tyr-Pro-Phe-Pro-OH
- Молекулярный вес: 522.61 г/моль

### Коровий β-казоморфин 1-4, amide
- Структура: H-Tyr-Pro-Phe-Pro-NH2
- Химическая формула: C28H39N5O7
- Молекулярный вес: 557.64 г/моль

Также известен как морфицептин

### Коровий β-казоморфин 5
- Структура: H-Tyr-Pro-Phe-Pro-Gly-OH
- Химическая формула: C30H37N5O7
- Молекулярный вес: 594.66 г/моль

### Коровий β-казоморфин 7
- Структура: H-Tyr-Pro-Phe-Pro-Gly-Pro-Ile-OH
- Химическая формула: C41H55N7O9
- Молекулярный вес: 789.9 г/моль

### Коровий β-казоморфин
- Структура: H-Tyr-Pro-Phe-Pro-Gly-Pro-Ile-Pro-OH
- Химическая формула: C46H62N8O10
- Молекулярный вес: 887.00 г/моль

(Примечание: существует также форма коровьего β-казоморфина 8, который имеет в позиции 8 гистидин вместо пролина, в зависимости от того, производным от А1 или А2 β-казеина он является.)